# Carterornis
Carterornis är ett fågelsläkte i familjen monarker inom ordningen tättingar. Släktet omfattar idag vanligen fyra arter som förekommer i Moluckerna, på Nya Guinea, i Bismarckarkipelagen samt i nordöstra Australien:
- Vithalsad monark (C. pileatus)
- Tanimbarmonark (C. castus)
- Vitörad monark (C. leucotis)
- Guldmonark (C. chrysomela)